# Aldeanueva de Figueroa
Aldeanueva de Figueroa – gmina w Hiszpanii, w prowincji Salamanka, w Kastylii i León, o powierzchni 55,64 km². W 2011 roku gmina liczyła 288 mieszkańców.